# Héraclès de Lansdowne
L'Héraclès de Lansdowne est une sculpture romaine en marbre datant d'environ 125 apr. J.-C. Aujourd'hui, il fait partie de la collection de la villa Getty du musée J. Paul Getty sur la côte de Malibu, à Los Angeles. La statue représente le héros Héraclès comme un jeune Lysippique imberbe,, saisissant la peau du lion de Némée avec sa massue sur son épaule. L'œuvre a été découverte en 1790 à Tivoli, en Italie, sur le site de la Villa d'Hadrien, où de nombreuses belles copies et pastiches hadrianiques de sculptures grecques avaient été découverts depuis le XVIe siècle. Aujourd'hui, la sculpture est considérée comme un exemple d'inspiration du style sculptural grec du IVe siècle avant notre ère plutôt que comme une copie d'un original grec spécifique,.
La sculpture a été trouvée dans la partie de l'ancien site de la villa qui appartenait au conte Giuseppe Fede. Elle est rapidement acquise par Thomas Jenkins,, un connaisseur et marchand d'antiquités anglais ayant des liens profonds avec les aristocrates anglais du Grand Tour. En 1792, la statue est achetée par le premier marquis de Lansdowne, William Petty FitzMaurice. La statue était fragmentée lors de sa redécouverte. Elle est restaurée à cette époque, probablement par Carlo Albacini . Il complète les parties manquantes de la statue selon les sensibilités de l'époque : le nez est terminé, l'avant-bras droit, plusieurs doigts, l'arrière de la peau du lion, une partie de la cuisse droite et la totalité du mollet gauche sont sculptés et assemblés le plus discrètement possible.
Les restaurations sont cependant retirées dans les années 1970, après la détection de broches en fer et en plomb reliant les restaurations à l'original qui menaçaient d'éclater le marbre en raison de la corrosion. Les restaurations sont en partie remplacées par des moulages en résine époxy, « pour montrer l'original autant que possible sans ajouts étrangers », selon le restaurateur Jerry Podany.
La sculpture est restée à Lansdowne House, à Londres, jusqu'à ce que les grandes salles de réception soient rasées dans le cadre d'un projet d'élargissement de la rue. Les sculptures de Lansdowne sont vendues aux enchères en 1930. Le milliardaire et collectionneur J. Paul Getty achète la sculpture en 1951.